# Bob Rock
Bob Rock, właśc. Robert Jens Rock (ur. 19 kwietnia 1954) − kanadyjski muzyk, inżynier dźwięku i producent nagraniowy. 
Zaczynał jako założyciel i gitarzysta zespołu Payola$, jednak w wyniku pracy w studiach Ville Mountain w Vancouver postanowił zostać producentem.
Często radykalnie zmieniał brzmienie zespołów, czyniąc je bardziej „mainstreamowymi”, za co bywa krytykowany. Przykładem mogą tu być Metallica i Mötley Crüe. Pracował również z takimi artystami jak: Lostprophets, Bon Jovi, Cher, The Cult, David Lee Roth, Skid Row, Veruca Salt, Nina Gordon, Our Lady Peace, The Tragically Hip, Simple Plan, Aerosmith i The Offspring. Grał na gitarze basowej podczas sesji nagraniowej wydanego w 2003 roku albumu Metalliki, St. Anger (był to ostatni album tego zespołu nagrywany z Bobem Rockiem). Cechą charakterystyczną jego produkcji jest mocne brzmienie, niepozbawione jednak komercyjnych atutów.

## Filmografia
- Some Kind of Monster (jako on sam, 2004, film dokumentalny, reżyseria: Joe Berlinger, Bruce Sinofsky)[3]
- Love Shines (jako on sam, 2010, film dokumentalny, reżyseria: Douglas Arrowsmith)[4]
- Bloodied But Unbowed: Uncut (jako on sam, 2011, film dokumentalny, reżyseria: Susanne Tabata)[5]